# Середіно (Новосибірська область)
Середіно (рос. Середино) — присілок у Коливанському районі Новосибірської області Російської Федерації.
Входить до складу муніципального утворення Кандауровська сільрада. Населення становить 8 осіб (2010).

## Історія
Згідно із законом від 2 червня 2004 року органом місцевого самоврядування є Кандауровська сільрада.

## Населення
| 2002 | 2007 | 2010 |
| ---- | ---- | ---- |
| 32   | ↗33  | ↘8   |